# 조선유물유적도감
《조선유적유물도감》(朝鮮遺物遺跡圖鑑)은 조선민주주의인민공화국의 도감이다. 
《조선유물유적도감》은 조선민주주의인민공화국의 조선문화보존사에서 만든 고고학과 관된 도감이다. 이 도감은 1992년에 만들었으며, 당시 대한민국과 공동으로 제작한 적이 있다.
이 책은 외국문종합출판사에서 편찬했고, 외국문인쇄공장에서 만들었다. 모두 합해서 전부 13권이다. 
이 책의 특징은 북조선의 각 지방에 소재된 역사유적들을 컬러사진과 설명을 엮었다.